# Souffian El Karouani
Souffian El Karouani ('s-Hertogenbosch, 19 oktober 2000) is een Marokkaans-Nederlands voetballer die als verdediger speelt. Hij maakte in de zomer van 2023 de overstap van N.E.C. naar FC Utrecht. Hij maakte in 2021 zijn debuut in het Marokkaans voetbalelftal.

## Carrière

### N.E.C.
Souffian El Karouani speelde in de jeugd van TGG, FC Den Bosch, BVV, Elinkwijk en N.E.C. In 2019 werd hij toegevoegd aan de eerste selectie van N.E.C. Hij debuteerde voor N.E.C. op 9 augustus 2019, in de met 1-2 verloren thuiswedstrijd tegen FC Eindhoven. El Karouani kwam in de 68'ste minuut in het veld voor Anthony Musaba. Op 2 juli 2020 tekende hij een eenjarig contract bij N.E.C. waarin een optie op nog een seizoen werd opgenomen.
In het seizoen 2020/21 werd hij de eerste linksback in een aanvallend NEC onder leiding van Rogier Meijer. Op 3 oktober scoorde El Karouani zijn eerste doelpunt voor N.E.C. in de met 6-0 gewonnen thuiswedstrijd tegen FC Eindhoven. Op 12 februari 2021 verlengde El Karouani zijn contract tot de zomer van 2023. Op 23 mei promoveerde El Karouani met N.E.C. naar de Eredivisie, door in de finale van de play-offs NAC Breda met 1-2 te verslaan. Hij gaf de assist op de winnende goal van Jonathan Okita, die na vier jaar zorgde voor een comeback van N.E.C. in de Eredivisie. Met acht assists was hij bovendien N.E.C.'s assistkoning dat seizoen. 
Hij ging als eerste keuze op linksback de Eredivisie in, nadat hij de concurrentiestrijd van Calvin Verdonk had gewonnen. Hij speelde 33 wedstrijden in zijn eerste Eredivisie-seizoen. Hij gaf één assist. Bovendien raakte hij in beeld bij het voetbalelftal van Marokko. Hij miste in januari twee wedstrijden voor N.E.C. door de Africa Cup 2022, waar hij voor was opgeroepen maar geen minuten in maakte.
Op 13 november 2022 maakte hij in de 6-1 overwinning op RKC Waalwijk zijn eerste Eredivisiegoal. Op 8 februari 2023 speelde hij zijn honderdste wedstrijd voor N.E.C. Hij was op dat moment 22 jaar, drie maanden en 21 dagen oud. Op 10 april werd bekend dat hij zijn aflopende contract bij N.E.C. niet zou verlengen en dus aan het einde van het seizoen transfervrij zou vertrekken. Hij speelde in drie seizoenen 114 wedstrijden voor N.E.C, waarin hij goed was voor zes goals en dertien assists.

### FC Utrecht
Op 26 april maakte FC Utrecht bekend dat El Karouani een contract voor drie seizoenen getekend heeft bij de club. Op 12 augustus maakte hij in de uitwedstrijd tegen latere kampioen PSV zijn debuut voor de club. Op een korte periode in oktober na was hij het hele seizoen eerste keus linksachter. Utrecht begon slecht na elf speelrondes een-na-laatste, maar klom onder leiding van nieuwe trainer Ron Jans op naar de zevende plek in de competitie.

## Statistieken
| Seizoen                       | Club           | Competitie     | Competitie | Competitie | Beker | Beker | Overig | Overig | Totaal | Totaal |
| Seizoen                       | Club           | Competitie     | Wed.       | Dlp.       | Wed.  | Dlp.  | Wed.   | Dlp.   | Wed.   | Dlp.   |
| ----------------------------- | -------------- | -------------- | ---------- | ---------- | ----- | ----- | ------ | ------ | ------ | ------ |
| 2019/20                       | N.E.C.         | Eerste divisie | 2          | 0          | 0     | 0     | 0      | 0      | 2      | 0      |
| 2020/21                       | N.E.C.         | Eerste divisie | 38         | 3          | 2     | 0     | 3      | 0      | 43     | 3      |
| 2021/22                       | N.E.C.         | Eredivisie     | 31         | 0          | 2     | 0     | 0      | 0      | 33     | 0      |
| 2022/23                       | N.E.C.         | Eredivisie     | 33         | 2          | 3     | 1     | 0      | 0      | 36     | 3      |
| 2023/24                       | FC Utrecht     | Eredivisie     | 29         | 0          | 2     | 0     | 2      | 0      | 33     | 0      |
| 2024/25                       | FC Utrecht     | Eredivisie     | 21         | 1          | 1     | 0     | 0      | 0      | 22     | 1      |
| Carrièretotaal                | Carrièretotaal | Carrièretotaal | 154        | 6          | 10    | 1     | 5      | 0      | 169    | 7      |
| Bijgewerkt op 2 februari 2025 |                |                |            |            |       |       |        |        |        |        |

## Internationaal
Op 27 augustus 2021 werd El Karouani door bondscoach Vahid Halilhodžić voor het eerst opgeroepen voor het Marokkaans voetbalelftal. Hij debuteerde op 9 oktober 2021 in een wedstrijd tegen Guinee-Bissau dat werd gewonnen met 3-0. El Karouani viel in de 82ste minuut in voor Aymen Barkok. Hij mocht met Marokko mee met de Africa Cup 2022, maar speelde geen minuut.
| Interlands van Souffian El Karouani voor Marokko | Interlands van Souffian El Karouani voor Marokko | Interlands van Souffian El Karouani voor Marokko | Interlands van Souffian El Karouani voor Marokko | Interlands van Souffian El Karouani voor Marokko | Interlands van Souffian El Karouani voor Marokko |
| №                                                | Datum                                            | Wedstrijd                                        | Uitslag                                          | Soort Wedstrijd                                  | Doelpunten                                       |
| Als speler bij N.E.C.                            | Als speler bij N.E.C.                            | Als speler bij N.E.C.                            | Als speler bij N.E.C.                            | Als speler bij N.E.C.                            |                                                  |
| ------------------------------------------------ | ------------------------------------------------ | ------------------------------------------------ | ------------------------------------------------ | ------------------------------------------------ | ------------------------------------------------ |
| 1.                                               | 9 oktober 2021                                   | Guinee-Bissau – Marokko                          | 0 – 3                                            | Kwalificatie WK 2022                             |                                                  |
| 2.                                               | 12 oktober 2021                                  | Guinee – Marokko                                 | 1 – 4                                            | Kwalificatie WK 2022                             |                                                  |
| 3.                                               | 16 november 2021                                 | Marokko – Guinee                                 | 3 – 0                                            | Kwalificatie WK 2022                             |                                                  |

Bijgewerkt t/m 17 juli 2024.

## Links
- Lijst van spelers van N.E.C.
- Lijst van spelers van FC Utrecht

1 Barkas ·
2 Horemans ·
3 Van der Hoorn ·
5 Finnsson ·
6 Van den Berg ·
7 Jensen ·
8 Bozdoğan ·
9 Min ·
10 Cathline ·
11 Ohio ·
14 Iqbal ·
15 Blake ·
16 El Karouani ·
17 Demircan ·
19 Van de Haar ·
20 De Wit ·
21 Zechiël ·
22 Rodríguez ·
23 Vesterlund ·
24 Viergever  ·
25 Brouwer ·
26 Jonathans ·
27 Engwanda ·
33 Gadellaa ·
38 Jenner ·
40 Didden ·
43 El Arguioui ·
44 Eerdhuijzen ·
55 Murkin ·
Coach: Jans
· Assistent-trainer: Penders
· Assistent-trainer: Van Veen
· Keeperstrainer: Wapenaar